# Rassemblement démocratique révolutionnaire
Le Rassemblement démocratique révolutionnaire (RDR) est un éphémère parti politique français qui fut fondé dans l'après guerre (fin 1947 – début 1948), entre autres par David Rousset, Georges Altman et Jean-Paul Sartre. Le parti ne dura guère plus d'un an. 

## Ligne politique
Plus un mouvement qu'un parti proprement dit — il autorisait, par exemple, la double appartenance —, le RDR prônait un socialisme révolutionnaire et démocratique rejetant à la fois le stalinisme du Parti communiste français et le réformisme des sociaux-démocrates de la Section française de l'Internationale ouvrière : il cherchait ainsi à créer une « troisième force » à gauche, à la fois plus révolutionnaire que la SFIO et plus démocratique que le PCF. Cependant, en raison de sa faible importance, il ne connut jamais de véritables succès politique.
Son manifeste est publié le 27 février 1948 dans le journal Franc-Tireur ; plusieurs collaborateurs de ce quotidien le cosignent.
Son journal, La Gauche, a paru de mai 1948 à mars 1949.
Avant l’éclatement du RDR, Jean-Paul Sartre et Jean-René Chauvin ont produit ce qu’on appelait la « motion Chauvin-Sartre ». Ce texte marquait la divergence de ce courant avec l'autre courant du RDR mené par David Rousset.
Dans le premier numéro de La Gauche, David Rousset écrit que l'objectif du RDR est « le socialisme, c'est-à-dire une société ayant détruit l'exploitation de l'homme par l'homme, ayant supprimé les classes ». Pour Georges Altman, il s'agit d'affirmer une véritable orientation de gauche, celle qui « fait les grèves, les révoltes et les révolutions contre les exploiteurs et les tyrans », et qui défend le principe : « vivre libre et faire l'égalité ». Dans le numéro 4, le RDR se prononce pour « une libre Fédération démocratique révolutionnaire des peuples ».
Le philosophe libéral Raymond Aron juge pour sa part ce sigle oxymorique, estimant que la révolution souhaitée par le RDR ne peut pas être démocratique.

## Membres
Les Jeunesses socialistes (environ 20 000 adhérents), dirigées par André Essel et exclues de la SFIO fin 1947 en raison de l'entrisme des trotskistes du PCI, ainsi que l'Action socialiste et révolutionnaire (ASR), une tendance de la SFIO menée par Yves Dechezelles, rejoignent dès sa création le RDR.
D'anciens trotskistes, tels Pierre Naville, Jean-René Chauvin (exclu du PCI en raison de son adhésion au RDR), Gérard Rosenthal et Fred Zeller, en font partie, ainsi qu'André Breton et Benjamin Péret ; Jean Rous, dirigeant de la SFIO et ex-trotskiste, également (la double appartenance est permise), ainsi que Léon Boutbien, ancien des JS, membre du Comité directeur et du bureau de la SFIO, collaborateur de Franc-Tireur. Hubert Beuve-Méry et son journal Le Monde soutiennent le mouvement, qui compte aussi avec des anarcho-syndicalistes (Alexandre Hébert et des syndicalistes des chantiers navals de la Loire-Atlantique). On peut citer Roger Quilliot, qui était membre des JS, Jean-Joseph Cohen, futur vice-président du Planning familial.

## Dissolution
Le parti n'ayant pas véritablement de point commun ni de base sociale (si ce n'est une orientation révolutionnaire anti-stalinienne), il échoue rapidement, Sartre se rapprochant plus tard de la mouvance du PCF, tandis que le trotskiste Yvan Craipeau partait enseigner en Guadeloupe. Albert Demazière passe à la Ligue des droits de l'homme et Jean Rous entre au journal Franc-Tireur.